# Adrien Mérigeau

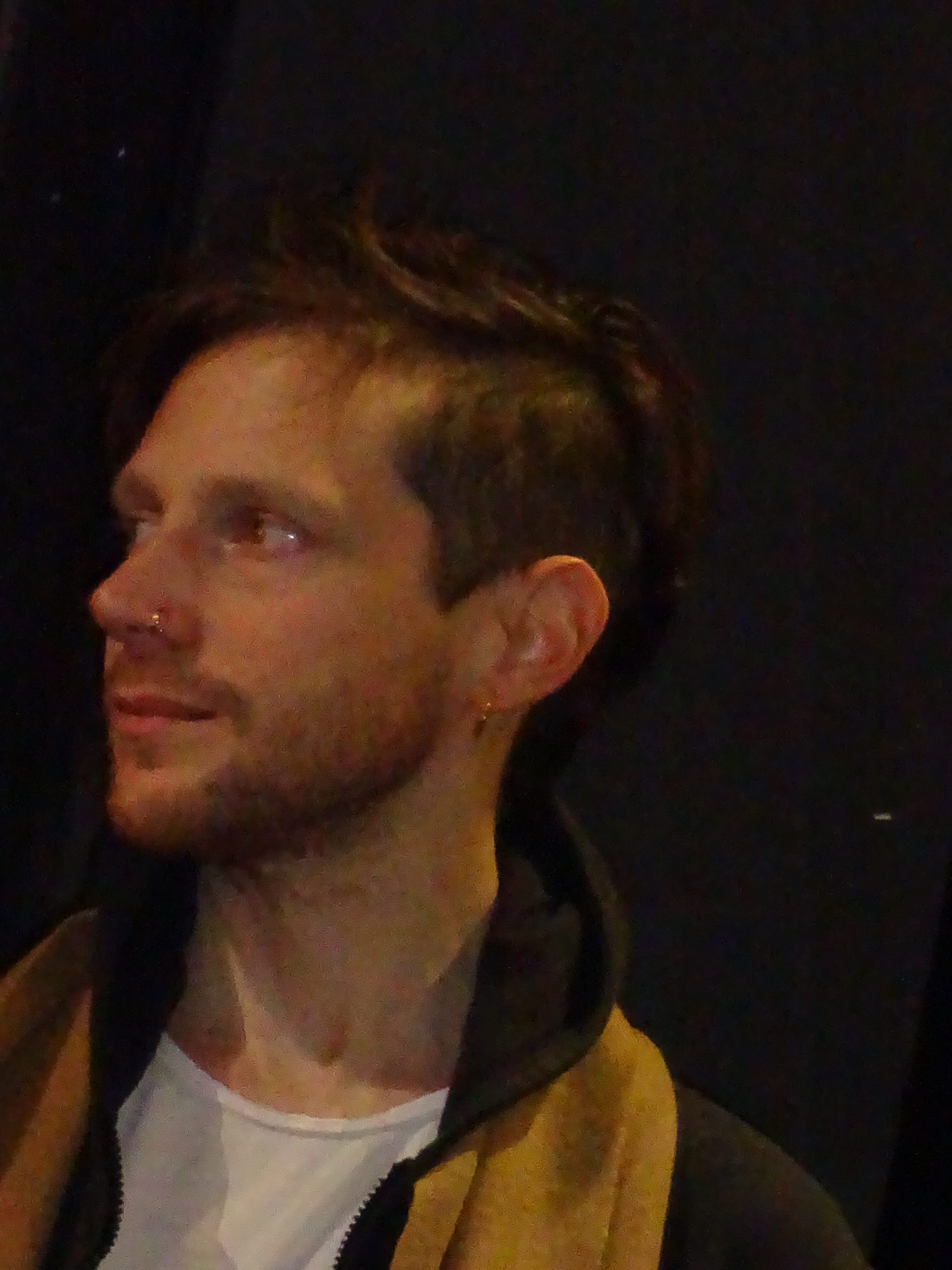
Adrien Mérigeau, Februar 2020

Adrien Mérigeau ist ein französischer Filmregisseur und Animator.

## Leben
Adrien Mérigeau lernte Animator an der Ecole des Métiers du Cinéma d’Animation in Angoulême. Nach 2004 arbeitete er als Animator für das irische Animationsstudio Cartoon Saloon in Kilkenny. Unter anderem arbeitete er an dem Film Die Melodie des Meeres (2014) von Tomm Moore als Artdirector und als Set Designer bei der Animationsserie Die Schule der kleinen Vampire (2006 bis 2008).
Sein erster Film als Regisseur war 2009 Old Fangs. 2011 drehte er das Musikvideo Cecilia & Her Selfhood für die Band Villagers. Mit Genius Loci drehte er seinen zweiten Kurzfilm als Regisseur. Der Film wurde bei der Oscarverleihung 2021 als Bester animierter Kurzfilm nominiert.

## Filmografie

### Regie
- 2009: Old Fangs (Kurzfilm)
- 2011: Villagers: Cecelia & Her Selfhood (Musikvideo)
- 2020: Genius Loci (Kurzfilm)

### Animation
- 2006–2008: Die Schule der kleinen Vampire (Fernsehserie, Set Designer)
- 2007: Zombie Hotel (Fernsehserie, Set Designer, 1 Episode)
- 2009: Brendan und das Geheimnis von Kells (The Secret of Kells) (Background Designer)
- 2014: Die Melodie des Meeres (Song of the Sea ) (Artdirection)